# Binària simbiòtica
Una binària simbiòtica és un tipus de sistema estel·lar binari, sovint anomenat simplement estrella simbiòtica. Solen contenir una nana blanca amb un gegant vermell acompanyant. L'estrella gegant i freda perd material a causa del desbordament del lòbul de Roche o pel seu vent estel·lar, que flueix cap a l'estrella compacta i calenta, generalment a través d'un disc d'acreció.
Els binaris simbiòtics són d'interès particular per als astrònoms, ja que es poden utilitzar per conèixer l'evolució estel·lar. També són vitals en l'estudi del vent estel·lar, les nebuloses ionitzades i l'acreció a causa de la dinàmica interestel·lar única present al sistema.

## Variabilitat
Molts binaris simbiòtics mostren canvis de lluentor i es classifiquen com a estrelles variables. L'estrella Z Andromedae es considera sovint el prototip de la classe binària simbiòtica d'estrelles. Més comunament, es considera com el prototip de només un subconjunt d'estrelles simbiòtiques amb variacions irregulars de fins a aproximadament 4 magnituds d'amplitud. Fins i tot les estrelles variables Z Andromedae es creu que són un grup poc homogeni. Les anomenades noves simbiòtiques són una classe estretament relacionada de binaris simbiòtics, més conegudes formalment com a noves tipus NC. Semblen similars a les noves clàssiques, però presenten explosions extremadament lentes que poden romandre prop de la brillantor màxima durant anys.
El comportament típic dels binaris simbiòtics es pot dividir en dues fases, en funció de la velocitat d'acreció al component compacte. Les dues fases tenen lluminositats molt diferents, però els sistemes sovint també són variables en cada fase.
Fase de repòs
Quan els processos d'acreció, pèrdua de massa i ionització es troben en equilibri entre les estrelles, es diu que el sistema està en pausa. En aquest moment, el sistema continuarà alliberant energia a un ritme aproximadament mitjà. Això es pot observar a través de la distribució d'energia espectral (SED) de l'estrella que es mantindrà relativament constant.
Fase activa
Si es pertorba l'equilibri d'una estrella simbiòtica en repòs, passarà a una fase activa. Aquesta fase es mostra a través d'un gran canvi tant en la naturalesa de la radiació de l'estrella, com en un augment de l'emissió òptica de l'estrella per diverses magnituds. Les transicions entre fases s'entenen malament, i actualment és difícil predir quan una estrella passarà a una fase activa des de la pausa o quan tornarà a la pausa. Encara no s'ha observat que molts sistemes entren en un estat actiu. D'altres, però, com AG Draconis entren en fases actives de forma regular i cíclica.

## Nomenclatura
El terme "estrella simbiòtica" es va utilitzar per primera vegada el 1958 en una publicació sobre "estrelles d'espectres compostos". No obstant això, s'havia conegut prèviament la diferent categoria d'estrelles simbiòtiques. Van ser reconegudes per primera vegada com una classe d'estrelles amb qualitats espectroscòpiques úniques per Annie Cannon a principis del segle xx. La seva naturalesa binària va quedar clara per l'existència simultània de les línies espectrals indicatives d'un gegant vermell i d'una nana blanca o estrella de neutrons.
Les estrelles simbiòtiques són totes binàries i, per tant, el terme binari simbiòtic és sinònim. Molts són variables i el terme variable simbiòtica o estrella variable simbiòtica de vegades també s'utilitza de manera sinònima, però més comunament només s'utilitza per a les estrelles variables Z Andromedae.
Subtipus
Els binaris simbiòtics es divideixen sovint en dos subtipus basats en la naturalesa del continu en els seus espectres. Els sistemes de tipus S tenen un continu estel·lar ja que el component gegant no està enfosquit. Els sistemes tipus D estan envoltats per una nebulositat polsosa òpticament gruixuda i l'estrella no és visible directament. Els sistemes tipus D tendeixen a contenir una variable Mira o una altra estrella variable de període llarg.

## Jets
Algunes estrelles simbiòtiques tenen dolls que són un flux de material col·limat. Normalment són bipolars i s'estenen des dels dos pols de la nana blanca. Els jets s'observen amb més freqüència en estrelles que actualment es troben en fase activa o en esclat. Un cop finalitzat l'esclat, el raig s'esvaeix i les emissions expulsades es dissipen. S'ha argumentat que els dolls presents en estrelles simbiòtiques podrien ajudar a comprendre els dolls en altres sistemes, com en els nuclis galàctics actius.